# Vedran Zrnić
Vedran Zrnić (Zagreb, 26. rujna 1979.) je hrvatski rukometaš. Igra na poziciji desnog krila, a od jeseni 2015. član je RK NEXE. 
Kao član Hrvatske rukometne reprezentacije osvojio je zlatnu medalju na Olimpijskim igrama u Ateni 2004. i Svjetskom prvenstvu u Portugalu 2003., te srebrne medalje na Svjetskim prvenstvima u Tunisu 2005. i Hrvatskoj 2009., ta na Europsko prvenstvo u Austriji 2010.